# Bruno Bertotti
Bruno Bertotti (Mantova, 24 dicembre 1930 – Pavia, 20 ottobre 2018) è stato un fisico italiano, professore emerito presso l'Università di Pavia. Fu uno degli ultimi allievi di Erwin Schrödinger.

## Biografia
Fu il padre, ferroviere, a trasmettergli la passione per la fisica. Studente del Collegio Ghislieri a Pavia (1949 - 1953), si laureò in Matematica nel 1953 e in Fisica nel 1954. Trascorse un periodo  (settembre 1953 - luglio 1955, con un'interruzione di cinque mesi nel 1954) come ricercatore al Dublin Institute for Advanced Studies, nella School of Theoretical Physics, prevalentemente sotto la direzione di Erwin Schrödinger. Tra il gennaio 1958 e il giugno 1959 fu all’Institute for Advanced Studies di Princeton e quindi ricercatore al Princeton Plasma Physics Laboratory dal 1959 al 1961. Dal 1961 al 1967 è stato direttore di ricerca presso il “Laboratorio Gas Ionizzati” dei laboratori nazionali di Frascati dell’INFN (Istituto Nazionale di Fisica Nucleare).
Vinse la cattedra di Fisica a Messina nel 1967. Dal 1971 al 2003 fu professore all’Università di Pavia. È stato visiting professor all'Università di Cambridge e all'Università del Colorado a Boulder.
Bruno Bertotti si è dedicato soprattutto alla cosmologia e alla relatività generale, contribuendo alla rinascita della teoria della gravitazione. Il suo contributo più noto è una soluzione esatta, statica e asimmetrica, dell'equazione di campo di Einstein, detta metrica di Bertotti-Robinson. L'unico termine di massa/energia non gravitazionale presente nell'equazione è associato ad un campo elettromagnetico (privo di sorgenti), che deve soddisfare le equazioni di Maxwell in uno spaziotempo curvo. Per questo motivo le relative soluzioni sono note come soluzioni nel vuoto elettromagnetico o soluzioni di Einstein-Maxwell in assenza di sorgenti.
Ha inoltre sviluppato con Julian Barbour una teoria detta di best matching per derivare le equazioni gravitazionali direttamente da misure astronomiche. Si tratta di una riformulazione della teoria della relatività generale usando il principio di Mach e l'idea, originariamente dovuta a Leibniz, che spazio e tempo non siano altro che il risultato delle reciproche relazioni metriche (di distanza) tra oggetti fisici.
Ebbe un ruolo di primo piano nelle esplorazioni planetarie. Per la missione spaziale Ulysses (1990 – 2009) è stato responsabile di un esperimento finalizzato alla rilevazione di onde gravitazionali.  Nell’ambito della missione Cassini (1997 – 2017), di un esperimento effettuato nel 2002 che rappresenta tuttora la miglior verifica sperimentale della teoria della relatività generale.   In particolare, ha ottenuto la misura più accurata del parametro γ [γ = 1 + (2.1 ± 2.3) × 10^(-5)], che vale γ = 1 in relatività generale e γ = 0 nei modelli gravitazionali newtoniani. 
Nel formalismo post-newtoniano parametrizzato, γ è uno dei 10 parametri delle espansioni in serie delle equazioni di Einstein, necessari per determinare il tensore metrico, ovvero la curvatura dello spazio nelle teorie metriche della gravità. 
Tuttavia studi successivi hanno mostrato che il valore misurato di γ non dipende solo da effetti relativistici (come postulato da Bertotti e collaboratori), ma anche dal moto orbitale del Sole attorno al baricentro del sistema solare. Di conseguenza, l'errore misurato con l'esperimento Cassini risulta 10 volte maggiore [γ = 1 + (2.1 ± 2.3) × 10^(-4)]
di quanto stimato da Bertotti e collaboratori.
Nel 1977 fu invitato a contribuire al primo volume di The Encyclopaedia of Ignorance sui misteri irrisolti della fisica (Pergamon Press, 1977), con un capitolo sugli enigmi della gravitazione (The Riddles of Gravitation). È stato coautore, con Paolo Farinella e David Vokrouhlicky, del libro Physics of the Solar System - Dynamics and Evolution, Space Physics, and Spacetime Structure (Kluwer Academic Publishers, 1990¹, 2003²) e con Farinella di Physics of the Earth and the Solar System - Dynamics and Evolution, Space Navigation, Space-Time Structure (Springer, 2013), manuali astrofisici di riferimento sul pianeta Terra, il sistema solare e l'universo.
Fu molto impegnato nell’USPID (Unione scienziati per il disarmo) e tra i fondatori, nel 1990, della SIGRAV (Società italiana di relatività generale e fisica della gravitazione). Il 1 giugno 2007 gli fu conferita dal Presidente della repubblica la medaglia d’oro ai benemeriti della scienza e della cultura. Nel 2016 ricevette il premio Ghislieri.

## Opere
- B. Bertotti, The Riddles of Gravitation in R. Duncun (a cura di), The Encyclopaedia of Ignorance (vol.1), Pergamon Press, Oxford 1977.
- B. Bertotti, P. Farinella, D. Vokrouhlicky, Physics of the Solar System - Dynamics and Evolution, Space Physics, and Spacetime Structure, Kluwer Academic Publishers, Amsterdam 1990¹ 2003².
- B. Bertotti, P. Farinella, Physics of the Earth and the Solar System - Dynamics and Evolution, Space Navigation, Space-Time Structure, Springer, Chaim 2013.